# Церква святого Василія Великого (Хоробрів)
Церква святого Василія Великого в Хороброві — парафія і храм греко-католицької громади Козівського деканату Тернопільсько-Зборівської архієпархії Української греко-католицької церкви в селі Хоробрів Тернопільського району Тернопільської области.

## Історія церкви
Парафія була заснована 17 липня 1997 року, і того ж року збудовано храм. Архітектором церкви став пан Буль.
У 2002 році храм освятив канцлер Тернопільсько-Зборівської єпархії отець Роман Кузьменко.
Єпископську візитацію парафії здійснив у 2004 році єпископ Михаїл Сабрига.
При церкві діють спільноти Марійська дружина та «Матері в молитві».

## Парохи
- о. Євген Бойко (1997—2006),
- о. Петро Литвинів (2006—2018),
- о. Віталій Олійник (2019—2022),
- о. Володимир Конотопський.